# شارم-کار
شارم-کار (به لاتین: Sharm-Kar) منطقه‌ای مسکونی در جمهوری آذربایجان است که در شهرستان داش‌کسن واقع شده است.